# Einswarden
Einswarden és un barri de la ciutat baixa saxona de Nordenham (Alemanya), situada al districte de Wesermarsch a la desembocadura del Weser. Es té constància que l'1 aC ja hi havia un assentament ubicat dalt d'un terp. El 1905 s'hi establí el constructor de vaixells Schiffswerft Frerichs AG. El barri ha perdut aproximadament 700 habitants des del 1987 i, a data de 2010, hi vivien unes 2.200 persones. Juntament amb el barri de Friedrich-August-Hütte, es tracta de la part de la ciutat que ha patit el major declivi demogràfic.